# Otto Just
Ernst Ephraim Ludwig Otto Just (* 19. Mai 1854 in Thamsbrück; † 21. März 1931 in Berlin) war ein deutscher Ministerialbeamter.

## Leben und Wirken
Seine Eltern waren der Pfarrer Johann Carl Ludwig Just (1826–1902) und Anna Friederike Hedwig geborene Rupprecht (1829–1903). Er heiratete 1882 Käte geborene Schollmeyer (1858–1942).
Just besuchte das Gymnasium in Mühlhausen und widmete sich 1873 bis 1876 dem Studium der Rechtswissenschaften und Kameralistik in Leipzig und Greifswald. Während seines Studiums wurde er 1873 Mitglied der Leipziger Universitäts-Sängerschaft zu St. Pauli in Mainz (Deutsche Sängerschaft). 1876 war er als Gerichtsreferendar in Benneckenstein, Heiligenstadt, Nordhausen und Ellrich tätig und stieg 1881 zum Gerichtsassessor an den Landgerichten Lüneburg und Hildesheim auf. 1882 bis 1884 war er Amtsrichter in Freiburg/Elbe. Just wechselte 1885 als Hilfsarbeiter bei der Landdrostei Hildesheim vom Justiz- in den Verwaltungsdienst. Dort stieg er 1887 zum Regierungsrat auf. Den Zugang in die Eliten der preußischen Verwaltung schaffte Otto Just 1891 mit der Ernennung zum Hilfsarbeiter im Preußischen Ministerium der öffentlichen Arbeiten. Dort stieg er 1893 zum Geheimen Regierungsrat und 1896 Geheimen Oberregierungsrat auf. Den Höhepunkt seiner Karriere markieren die Jahre 1905 bis 1910 als Direktor im Reichsamt des Innern. Zugleich vertrat Just 1908 bis 1910 Preußen als Bevollmächtigter im Bundesrat. 1911 trat er in den einstweiligen Ruhestand. Nach Kriegsausbruch 1914 wurde er reaktiviert und als Reichskommissar zur Kontrolle von Übergriffen gegen Zivilisten in den von Deutschland besetzten Gebieten bestimmt. Diese Position behielt er bis Kriegsende 1918. Danach war Just 1918 bis 1922 als Vorsitzender der Reichsstelle zur Förderung der Textilwirtschaft tätig, bis er 1922 in den Ruhestand trat.
Nach seinem Ruhestand war er Mitglied der Aufsichtsräte der Nordstern Versicherung, Verkehrswesen AG, Akkumulatorenfabrik AG und der Joseph Fraenkel Baugeschäft Aktiengesellschaft in Berlin.
1907 bis 1918 war er Abgeordneter des Preußischen Abgeordnetenhauses für den Wahlkreis Lüneburg. Dort gehörte er die überwiegende Zeit den Nationalliberalen an.
Weiterhin machte sich Otto Just verdient als Vorsitzender des Verbands deutscher Beamtenvereine und desgleichen des Deutschen Beamten-Wirtschaftsbunds. Als Mitglied des Gerichtshofs zur Entscheidung von Kompetenzkonflikten vermittelte er in zahlreichen Verfahren.
Während seiner Dienstzeit stieg er zum Wirklichen Geheimen Rat mit Prädikat Exzellenz auf. Just war Inhaber des Roten Adlerordens II. Klasse mit Eichenlaub und Krone, Ritter II. Klasse mit Stern des Verdienstordens vom Heiligen Michael sowie Inhaber des Albrechtsordens II. Klasse mit Schwertern.

## Werke
- Kommentar zum land- und forstwirtschaftlichen Unfallversicherungsgesetz vom 5. Mai 1886. 1888.
- Kommentar zum Invaliditäts- und Altersversicherungsgesetz vom 22. Juni 1889. 1892.